# Línea Directa Aseguradora
Línea Directa Aseguradora, fundada en 1995, es una compañía de seguros que opera en España y está dirigida por Patricia Ayuela que, en febrero de 2022, tomó el relevo de Miguel Ángel Merino como Consejera Delegada. Su modelo de negocio está centrado en la venta directa de sus servicios, fundamentalmente por teléfono e Internet. Desde el año 2009 pertenecía al 100 % a Bankinter hasta su salida a bolsa en 2021, en que su participación se redujo al 17,4 %.

## Historia de la organización
Línea Directa Aseguradora nace en 1995 mediante un acuerdo joint venture entre Jaime Botín, entonces presidente de Bankinter, y Peter Wood, fundador y presidente de Direct Line Insurance en Reino Unido. El modelo de negocio de Línea Directa, se basa en la venta directa, la desintermediación y la apuesta por la tecnología.
Línea Directa estuvo participada a partes iguales por Bankinter y Royal Bank of Scotland Insurance (RBSI) hasta 2009, año en que Bankinter compró a RBSI su 50 % quedándose con el 100 % de la compañía. Según datos de ICEA (Investigación Cooperativa entre Entidades Aseguradoras), en la actualidad es la 5.ª aseguradora de Autos por volumen de primas, la 12.ª en el Ramo de Hogar y la 21.ª de Asistencia Sanitaria, un ramo en el que opera desde 2017 bajo la marca Vivaz. En abril de 2014 presenta la Fundación Línea Directa bajo el lema 'Por la Seguridad Vial. Aquí y Ahora' con el objetivo principal de promover los hábitos de conducción segura en la sociedad y reducir a cero los fallecidos en carretera. La Fundación centra su actividad en cuatro líneas de actuación: la Divulgación, la Investigación, la Formación y la Acción Social, siempre con el denominador común de la seguridad vial. Cuenta con un patronato con personalidades de la política, la empresa y los medios de comunicación, como María Seguí, directora general del Tráfico entre 2012 y 2016, o Matías Prats, periodista y presentador de informativos de Antena 3 TV,  entre otros.
En septiembre de 2017 Línea Directa Aseguradora S. A. lanza la marca Vivaz como una forma de incursionar en el sector del seguro de salud. Vivaz cuenta con tres productos, Seguro Esencial, Seguro Completo y Seguro Dental. Su cuadro médico tiene unos 30 000 profesionales y 1000 centros médicos concertados.
En abril de 2021 empezó a cotizar en la Bolsa española, a raíz del desprendimiento por parte de Bankinter de la mayor parte de sus acciones. La operación, que se inició en 2019, valoraba la compañía en más de 1765 millones de euros tras su primera jornada de negociación.

## Estudios e informes sobre seguridad vial
Línea Directa elabora informes y estudios sobre seguridad vial para concienciar a la opinión pública sobre la necesidad de mantener conductas responsables al volante. Además, convoca desde el año 2004 los Premios Periodísticos Seguridad Vial y desde 2015 el Premio Emprendedores y Seguridad Vial.